# Новоолександрійський інститут сільського господарства і лісівництва
Новоолександрійський інститут сільського господарства та лісівництва — один із перших в Європі та Росії вищих сільськогосподарських навчальних закладів.

## Історія
Заснований як інститут-«агрономія» у 1816 році в передмісті Варшави Марімонте (нині територія Жолібожа — району Варшави).
У 1840 році до інституту була приєднана Варшавська лісова школа, після чого навчальний заклад отримав найменування Інституту сільського господарства і лісівництва.
У 1860-х роках заклад був переведений в Новоолександрію (Пулави, пол. Puławy, Люблінська губернія), де в 1869 році його розмістили в колишньому палаці Чарторийських. У 1892 році завдяки клопотанням директора інституту професора В. В. Докучаєва він отримав права, що урівнювали його з іншими університетами Росії. Курс навчання з 1893 року був продовжений до 4 років (до цього складав 3 роки).
У 1891 році В. В. Докучаєв займається питаннями сільськогосподарської освіти в Росії при Міністерстві народної освіти та Департаменті землеробства. Через рік він вже відряджений в Нову Олександрію для реформування та управління першим у Росії Інститутом сільського господарства і лісівництва, в якості директора. В інституті він пропрацював лише 3 навчальні роки, але зробив там наукову і адміністративну революцію. Саме ця виснажлива боротьба з бюрократією підірвала його сили і призвела до нервового виснаження.
При інституті був один з найкращих в Росії та Європі музеїв сільського господарства, а також 3 лабораторії, 20 кабінетів, ветеринарна клініка, метеорологічна станція, дослідницькі ферми (молочна і три рослинницьких), оранжереї, лісові розсадники, бібліотека, читальня (біля 200 періодичних видань).
У 1914 році відбулася чергова реорганізація інституту — навчальні програми і склад кафедр стали аналогічними Московському сільськогосподарському інституту. З початком Першої світової війни інститут був евакуйований до Харкова.
У 1921 році відновлений як Харківський сільськогосподарський інститут (нині Харківський національний аграрний університет імені В. В. Докучаєва). Лісовий факультет сільськогосподарського інституту 1930 року був переведений до Києва, об'єднаний з лісоінженерним факультетом Київського сільськогосподарського інституту з утворенням Українського лісотехнічного інституту, що його невдовзі було перейменовано на Київський лісогосподарський інститут. Надалі цей інститут було об'єднано з Київським сільськогосподарським інститутом у Українську сільськогосподарську академію.
У 1916 році на базі підрозділів інституту, що залишилися в Новоолександрії, був створений Науково-дослідний інститут сільського господарства, який проіснував до 1951 року, коли він увійшов до складу інститутів Академії наук Польської народної республіки.

## Директори інституту
- Еймонд (1890), дійсний статський радник
- Докучаєв Василь Васильович (1892—1895)
- Потиліцин Олексій Лаврентійович (1895—1900)
- Бєляєв Володимир Іванович (1901—1902)
- Будрін Петро Васильович (1902—1905), змушений був залишити посаду директора за небажання виключити студентів, які взяли участь у революційному студентському русі.
- Скворцов Олександр Іванович (1905—1907)
- Саноцький Антон Степанович (1907—1911)
- Калугін Іван Іванович (1911—1914)
- Алов Олександр Олексійович (1915—1919)

## Відомі викладачі
- Бердау Фелікс
- Залеський В'ячеслав Костянтинович
- Тольский Андрій Петрович

## Відомі випускники
- Бардін Іван Павлович
- Гулий-Гуленко Андрій Олексійович
- Савостьянов Олександр Олександрович
- Юр'єв Василь Якович